# 高尾線
高尾線（日语：／ Takao sen */?）是一條連結東京都八王子市北野站與同市高尾山口站，屬於京王電鐵的鐵路線。車站編號使用路線記號為KO。

## 路線資料
- 路線距離：8.6公里
- 軌距：1372毫米
- 站數：7個（包括起終點站）
- 複線路段：北野－高尾段
- 單線路段：高尾－高尾山口段
- 電氣化路段：全線（直流1500V）
- 保安裝置：京王ATC、速度制御式
- 最高速度：105公里/小時

## 年表
高尾線前身是讓人前往關東地方首處皇室墓地多摩御陵參拜的鐵路線御陵線。在二戰時，御陵線被認為是不要不急線而停止服務，其後當中的部份路段，與後來因發展住宅區而人口增加的山田 - 高尾山口連成一線，最終形成高尾線。
- 1927年12月13日，取得鐵道經營權（八王子市明神町（日语：明神町 (八王子市)） - 南多摩郡橫山村（日语：横山村 (東京都)）之間）
- 1931年3月20日，作為御陵線的北野 - 御陵前（其後的多摩御陵前站）路段啟用。
- 1945年1月21日，御陵線北野 - 多摩御陵前之間變為休止站。
- 1964年6月17日，取得山田 - 高尾山口之間的鐵道經營權。
- 1965年2月，獲准施工。
- 1967年10月1日，山田 - 高尾山口路段開始運行。最初是御陵線一部份的北野 - 山田路段以高尾線車站的形式重新啟用。片倉站則更名為京王片倉站。特急開始運行。
- 1968年1月1日，特急「迎光號」開始運行。
- 1975年10月20日，特急以及部份通勤快速開始採用8卡車廂的列車。
- 1992年，特急、急行和部份通勤快速開始使用10卡車廂的列車。
- 2001年3月27日，準特急開始運行。
- 2008年8月28日，一列由高尾山口開出前往高幡不動站的8卡各站停車列車在高尾山口 - 高尾之間，受到大雨引發的山泥傾瀉影響，導致第一卡出軌，無人受傷。路線在兩日後恢複通車。運輸安全委員會認為事故是由於不清楚雨量規制基準所致。
- 2011年
  - 7月1日，通勤快速取消。
  - 10月2日，開始使用列車自動控制系統。
- 2012年8月19日，特急停止服務。
- 2013年2月22日，特急重投服務，準特急則在此線各站停車。
- 2022年3月12日，準特急取消[1]。

## 車站列表
- 所有車站均位於東京都八王子市。
- 2013年2月22日起依次引入車站編號[2]。

範例
- 停車站 … ●：停車、｜：通過。各站停車、快速、區間急行、特急停靠所有車站，因此省略。

| 車站編號 | 中文站名 | 日文站名 | 英文站名 | 站間距離 | 累計距離 | 累計距離 | 急行 | 接續路線                                                    |
| 車站編號 | 中文站名 | 日文站名 | 英文站名 | 站間距離 | 北野起計 | 新宿起計 | 急行 | 接續路線                                                    |
| -------- | -------- | -------- | -------- | -------- | -------- | -------- | ---- | ----------------------------------------------------------- |
| KO33     | 北野     |          |          | -        | 0.0      | 36.1     | ●    | 京王電鐵： 京王線（除部分各站停車外所有列車直通至新宿方向） |
| KO48     | 京王片倉 |          |          | 1.7      | 1.7      | 37.8     | ｜   |                                                             |
| KO49     | 山田     |          |          | 1.5      | 3.2      | 39.3     | ｜   |                                                             |
| KO50     | 目白台   |          |          | 1.1      | 4.3      | 40.4     | ●    |                                                             |
| KO51     | 狹間     |          |          | 1.5      | 5.8      | 41.9     | ｜   |                                                             |
| KO52     | 高尾     |          |          | 1.1      | 6.9      | 43.0     | ●    | 東日本旅客鐵道： 中央線（快速）（JC24）                     |
| KO53     | 高尾山口 |          |          | 1.7      | 8.6      | 44.7     | ●    | 高尾登山電鐵：纜車（清瀧）、索道（山麓）                    |